# Полис (футбольный клуб, Браззавиль)
«Полис» (фр. Police) — конголезский футбольный клуб из города Браззавиль, существовавший с 1989 по 2012 год. Участвовал в чемпионате Республики Конго. Домашней ареной являлся стадион Альфонса Массемба-Деба вместимостью 33 тысячи зрителей. Команда играла в форме с чёрно-красными полосами на белом фоне.

## История
Клуб был основан в 1989 году. Дважды в своей истории «Полис» становился чемпионом Республики Конго — в 2002 и 2005 годах. Кроме того, команда завоёвывала серебряные медали чемпионата 2004 года.
Свою единственную победу в Кубке Республики Конго «Полис» одержал в 2001 году, одолев в финале с минимальным счётом «Этуаль дю Конго».
Дебют на международной арене состоялся в 2002 году, когда команда приняла участие в Кубке обладателей кубков КАФ. «Полис» дошёл до полуфинала, где уступил ганскому клубу «Асанте Котоко». В следующем сезоне команда выступала в Лиге чемпионов КАФ, однако выбыла уже в первом раунде, проиграв малийскому «Стад Мальен». Последний раз на всеафриканском уровне команда выступала в ЛЧ КАФ в 2006 году, но вновь выбыла на старте от «Сент-Элуа Лупопо» (ДР Конго).
Кроме того, в 2005 году «Полис» дошел до финала Клубного Кубка УНИФФАК, где проиграл габонской «Дельте». Также в 2005 году команда была участником турнира Амикал в Киншасе, где заняла третье место.
По итогам чемпионата 2011 года «Полис» занял последнее, 12-е место в браззавильской группе национального первенства. В своём последнем сезоне в 2012 году клуб финишировал на 10-м месте среди 14 участников, после чего был расформирован.

## Достижения
- Чемпион Республики Конго (2): 2002, 2005
- Победитель Кубка Республики Конго: 2001

## Континентальные турниры
| Сезон | Турнир                       | Раунд      | Клуб             | Первый | Второй | Общий          |
| ----- | ---------------------------- | ---------- | ---------------- | ------ | ------ | -------------- |
| 2002  | Кубок обладателей кубков КАФ | первый     | Долфинс          | 2-0    | 0-1    | 2-1            |
| 2002  | Кубок обладателей кубков КАФ | второй     | Фову             | 0-0    | 0-0    | 0-0 (5-3 пен.) |
| 2002  | Кубок обладателей кубков КАФ | 1/4 финала | Аль-Мурада       | 1-0    | 3-0    | 4-0            |
| 2002  | Кубок обладателей кубков КАФ | 1/2 финала | Асанте Котоко    | 2-3    | 0-4    | 2-7            |
| 2003  | Лига чемпионов КАФ           | первый     | Стад Мальен      | 2-1    | 0-1    | 2-2 (в/г)      |
| 2006  | Лига чемпионов КАФ           | предв.     | Сент-Элуа Лупопо | 0-2    | 1:2    | 1-4            |